# تاريخ بولندا خلال الحرب العالمية الأولى

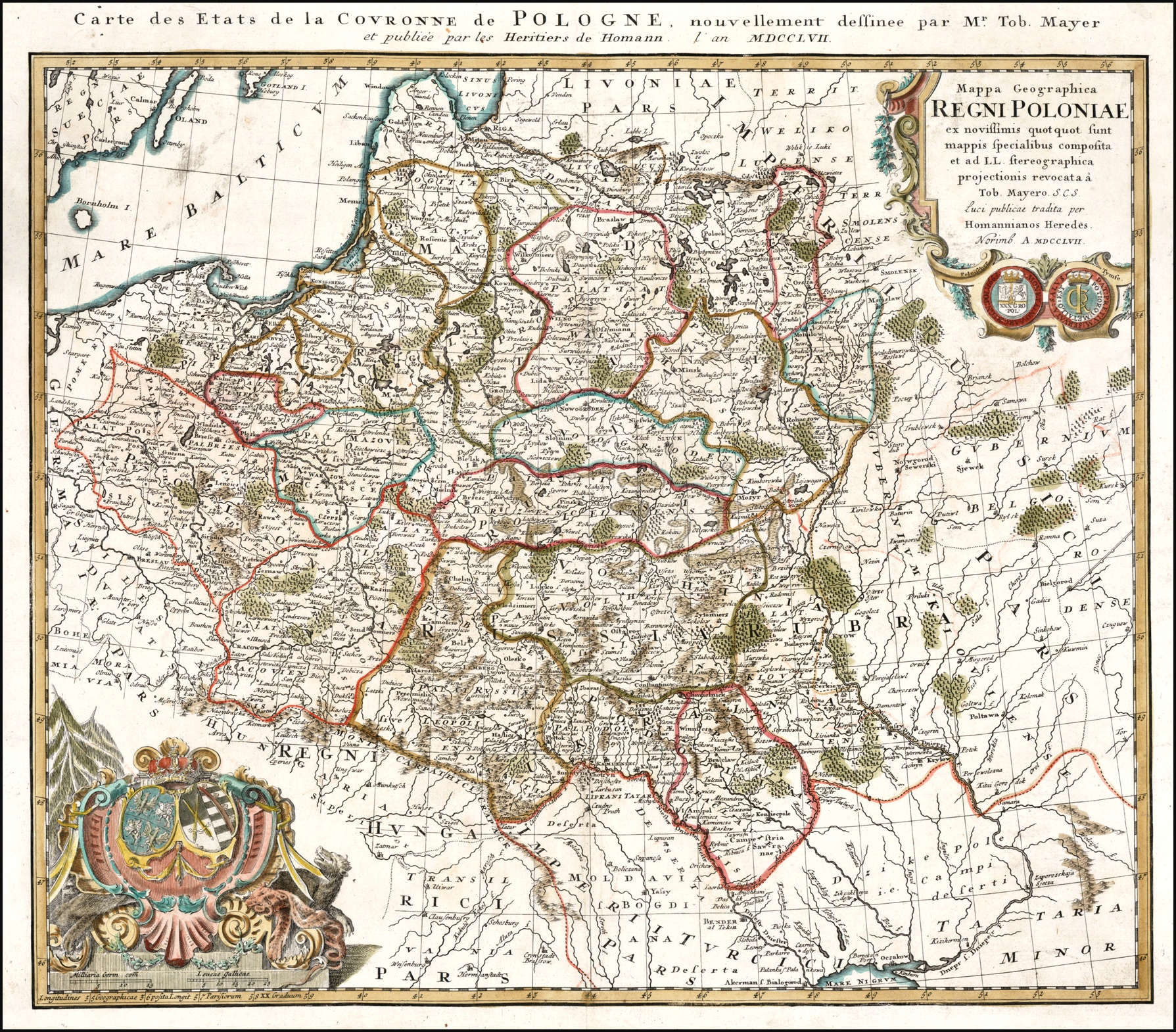

رغم أن بولندا لم تشارك خلال الحرب العالمية كدولةٍ مستقلةٍ، فإن موقعها الجغرافي بين القوى المتصارعة عنى الكثير من المعارك والخسائر الكبيرة في الأشخاص والمواد في الجزر البولندية بين عامي 1914 و1918.
عندما بدأت الحرب العالمية الأولى، كانت الأرض البولندية مقسمة بين الإمبراطورية النمساوية المجرية، والقيصرية الألمانية، والإمبراطورية الروسية، وأصبحت موقع لعديد من الجبهة الشرقية في الحرب العالمية.
ومن آثار الحرب العالمية، بعد سقوط الإمبراطوريات الروسية والألمانية والنمساوية المجرية، أصبحت بولندا جمهوريةً مستقلةً.

## تقاسم الإمبراطوريات الثلاثة
قسمت الحرب الصفوف إلى ثلاث إمبراطورياتٍ منفصلةٍ، تبارت روسيا بصفتها مناصرةً لصربيا وحليفة للمملكة المتحدة لبريطانيا العظمى وإيرلندا وفرنسا ضد دول المركز، ألمانيا والإمبراطورية النمساوية - المجرية.

## الأهداف المتعارضة للإمبراطوريات
منحت الظروف مصلحة للسياسة البولندية إذ عرض كلا الجانبين تعهدات بتقديم تنازلات وحكم ذاتي في المستقبل مقابل الولاء البولندي وتجنيد الجيش.
أراد النمساويون إلحاق الأرض الروسية بريفيسلينسكي كراي بأرض غاليسيا، ولذلك سمحوا للتنظيمات القومية حتى من قبل بدء الحرب بالتشكل هناك (على سبيل المثال، جمعية الرماة).
أدرك الروسيون حق البولنديين في الحكم الذاتي فسمحوا بتشكيل اللجنة الوطنية البولندية، والتي دعمت الجانب الروسي. اقترح وزير الخارجية الروسية سيرجي سازونوف إنشاء مملكة بولندية مستقلة مع إدارة داخلية خاصة بها، وحرية الأديان واستخدام اللغة البولندية في المدارس والإدارات. حصلت بولندا على المنطقة الشرقية لبوزنان وسيليزيا الجنوبية وغاليسيا الغربية.
في يونيو عام 1914، تنبأ يوزف بيوسودسكي بشكلٍ صريحٍ أن الحرب سوف تدمر التقسيمات الثلاثة، واعتُبر على الأغلب هذا الاستنتاج غير مرجح قبل 1918. ولذلك شكل بيوسودسكي رابطة المحاربين البولندية لمساعدة دول المركز لهزيمة روسيا كأول خطوةٍ نحو الاستقلال الكامل لبولندا.
لاقت القوى الألمانية الممتدة أعمالًا عدائيةً وشكوك. على عكس القوات النابليونية قبل قرن، غذ لم يرهم البولنديون كمحررين.
رُحّل الروس، غالبًا بحزن، وأسى وتردد. لم يكن هنالك إزعاج مستمر من الجنود الروس المتراجعين، ولا هجمات على الجرحى. شاهد العديد من البولنديين الروس في هذا الوقت على أنهم «خاصتنا»، بسبب عملية التحرر التي حدثت في الإمبراطورية الروسية بعد ثورة 1905. وكان هذا على النقيض من ألمانيا، التي كانت خلال نشاطاتها في ألمنة (جرمنة) البولنديين المستمرة ضمن حدودها، وإضراب مدارس زيشنيا، واضطهاد تعليم البولنديين في بوميرانيا وبوزنان، وتدمير مدينة كاليش كل هذه الأمور زودت المشاعر الموالية للروس والمعادية للألمان. أحزن هذا الموقف بيوسودسكي ذات التوجه النمساوي. تناقص تعاطف البولنديين مع الروس فقط في الصيف المتأخر لعام 1915 بعد السياسة القاسية في سرقة الروس للأراضي البولندية.

## المملكة البولندية (1916-1918)
في عام 1916، في محاولة لزيادة الدعم البولندي لدول المركز وزيادة الجيش البولندي، صرّحت الإمبواطوريتان الألمانية والنمساوية بإنشاء دولةٍ جديدةٍ تدعى المملكة البولندية. كانت المملكة الجديدة في الواقع دولةً دميةً تابعةً عسكريًا واقتصاديًا وسياسيًا لحكم القيصرية الألمانية. تأسست أرضها بعد الحرب العالمية فقط من جزءٍ صغيرٍ من كومنولث القديمة، أي أرض المملكة البولندية (بريفيسلينكسي كراي) مع ضم حوالي 30.000 كيلو متر مربع من أراضيها الغربية مع ألمانيا. طُرد الشعب اليهودي والبولندي في هذه المناطق واستُبدلوا بالمستعمرين الألمان. أُسّس مجلس الوصاية على العرش للتحضير لكلٍ من،  تشكيل حكومة بدئية، وإصدار عملة، سميت ماركة البولندية. وبكل الأحوال باءت جهود الألمان بإنشاء جيش لتخديم دول المركز بالفشل، إذ افتقرت إلى المتطوعين المنتظرين من أجل القضية الألمانية.
بعد تأكيد السلام في الغرب من خلال معاهدة برست ليتوفسك، بدأ كلٌّ من الألمان والنمساويين المجريين سياسة تأسيس «أوروبا الوسطى» وفي 5 نوفمبر عام 1917 صرحوا باحتمالية إنشاء  الدولة الدمية المملكة البولندية.

## ساحات القتال
أخذت العديد من المعارك الثقيلة لجبهة الحرب الشرقية من أرض مدينة بولندا الرسمية موقعًا لها. تقدمت روسيا في عام 1914 على مشارف كراكوف قبل أن تُهزم. في الربيع التالي، حصلت معارك ثقيلة حول غورلس وبرزيمسيل، شرقي كراكوف في غاليسيا. في عام 1915 نُهبت وهُجرت الأرضي البولندية من قبل الجيش الإمبراطوري الروسي المتراجع، محاولًا محاكية سياسة الأرض المحروقة 1812، رحّل وطرد الروسيون أيضًا مئات الآلاف من سكانها لاشتباههم بهم بالتعاون مع الأعداء. في نهاية 1915، احتل الألمان كامل القطاعات الروسية، بما فيها وارسو. عقّد هجومٌ روسيٌّ آخر في غاليسيا وضع المدنيين الميؤوس منه أصلًا في منطقة الحرب، هرب حوالي مليون لاجئ بولندي باتجاه الشرق خلف الحدود الروسية خلال الحرب. وعلى الرغم من إمساك الهجوم الروسي لعام 1916 على الألمان والنمساويين مباغتةً، إلا أن اللوجستيات والاتصالات الضعيفة منعت الروس من الاستفادة الكاملة من وضعهم.
قاتل مليوني جندي بولندي جنود الدول المحتلة الثلاث، مات 450 ألف وجُرح قرابة المليون. انتقل مئات الآلاف من المدنيين البولنديين إلى معسكرات العمل الإلزامي في ألمانيا، ورُحل 800 ألف من قبل القوى التابعة للقصر إلى الشرق. خلّفت استراتيجيات سياسة الأرض المحروقة عند الانسحاب من كلا الطرفين العديد من مناطق الحرب غير الصالحة للسكن. قُدّر إجمالي الوفيات بين عامي 1914-18 من المدنيين والعسكريين، ضمن حدود 1919-1939، نحو 1.128.000.

## استعادة الاستقلال
غيّر حدثان منفصلان في عام 1917 بشكلٍ قاطعٍ خصائص الحرب ووضعتها على مسار نحو إحياء بولندا. التحقت الولايات المتحدة بالصراع في جانب الحلفاء، بينما أُضعفت روسيا بسبب عملية التمرد الثوري في روسيا والتي أزالت الروسيين من الواجهة الغربية، وجلبت في الأخير البلشفية إلى السلطة في الدولة. بعد فشل التقدم الروسي الأخير إلى غاليسا في منتصف عام 1917، انطلق الألمان للعداء ثانيةً، توقف الجيش الروسي الثوري عن كونه عاملًا، وأُجبرت روسيا لتوقيع معاهدة برست ليتوفسك والتي تنازلت فيها عن كل الأراضي البولندية السابقة إلى دول المركز.
أعطى ارتداد روسيا عن الائتلاف المحالف زمام الحرية لمطالب الرئيس الأميركي وودرو ويلسون، لتحويل الحرب إلى نضال لنشر الديمقراطية وتحرير البولنديين والشعوب الأخرى من السلطة الإقطاعية لدول المركز. تبنى في المبدأ الثالث عشر من مبادئه الأربع عشر قيامة بولندا كواحدة من أهم أهداف الحرب العالمية الأولى. تبلور رأي البولنديين في دعم قضية المتحالف.
أصبح يوزف بيوسودسكي بطلًا شعبيًا عندما حُبس في برلين بسبب تمرده. كسر الحلفاء ممانعة دول المركز في خريف عام 1918، عندما تفككت ملكية هايسبورغ وانهارت الحكومة الإمبريالية الألمانية. في أكتوبر عام 1918، تولت السلطات البولندية السلطة في غاليسيا وزيايزن سيليزيا. في نوفمبر عام 1918، أُطلق صراح بيوسودسكي  من السجن الألماني من قبل الثوار وعاد إلى وارسو. عند وصوله، في 11 نوفمبر عام 1918 تنازل مجلس الوصاية على العرش عن كل المسؤوليات له واستلم سلطة الدولة المنشأة حديثًا بصفته رئيس مؤقت لها. وسرعان ما تعهدت كل الحكومات المحلية التي أُنشئت في الأشهر الأخيرة من الحرب بالإخلاص للحكومة المركزية في وارسو. وبذلك أُعيد إحياء بولندا المستقلة التي كانت غائبة عن الخارطة الأوروبية لمدة 123 سنة.
تكونت الدولة المنشأة حديثًا في البداية من اتحاد بريفيسلينسكي كراي، وغاليسيا الغربية (مع لويو المحاضرة من قبل الأوكرانيين) وجزء من زيايزن سيليزيا.